# ᶇ
ᶇ, appelé n crochet palatal, est une lettre latine utilisée auparavant dans l'alphabet phonétique international, rendu obsolète en 1989, lors de la convention de Kiel.

## Utilisation
La lettre ᶇ était utilisée pour représenter une nasale alvéolaire palatalisé. Après 1989, la lettre est changée pour nʲ.

## Formes et variantes
|  | Forme dans Unicode 4.1, avec l’hameçon palatal à droite sous hampe droite de la lettre.           |
|  | Forme dans les travaux de Clement Doke, avec l’hameçon palatal sous la hampe gauche de la lettre. |
|  | Forme de n hameçon palatal identique à une forme du ŋ.                                            |

## Représentations informatiques
Le n crochet palatal peut être représenté avec les caractères Unicode suivants : 
- précomposé (Alphabet phonétique international, diacritiques) :

| formes    | représentations | chaînes de caractères | points de code | descriptions                              |
| --------- | --------------- | --------------------- | -------------- | ----------------------------------------- |
| minuscule | ᶇ               | ᶇ                     | U+1D87         | lettre minuscule latine n crochet palatal |

- décomposé et normalisé NFD (Alphabet phonétique international, diacritiques) :

| formes    | représentations | chaînes de caractères | points de code | descriptions                                          |
| --------- | --------------- | --------------------- | -------------- | ----------------------------------------------------- |
| minuscule | n̡               | n◌̡                    | U+006E U+0321  | lettre minuscule latine n diacritique crochet palatal |